# Bahnhof Neheim-Hüsten
Der Bahnhof Neheim-Hüsten (offiziell: Arnsberg-Neheim-Hüsten) im Stadtteil Hüsten der Stadt Arnsberg liegt zwischen den Bahnhöfen Wickede (Ruhr) und Arnsberg (Westf) an der Oberen Ruhrtalbahn (Hagen – Warburg (Westf)) auf einer Höhe von 162 m ü. NHN. Der Bahnhof war beim Bau 1870 gemeinsamer Bahnhof für die Stadt Neheim und die Gemeinde Hüsten.

## Geschichte
Der Bahnhof wurde mit dem Abschnitt der Oberen Ruhrtalbahn von Schwerte nach Arnsberg am 1. Juni 1870 von der Bergisch-Märkischen Eisenbahngesellschaft eröffnet. Zu dieser Zeit lag die Station nördlich am Rand des noch eigenständigen Ortes Hüsten, jedoch fast ebenso nahe am Neheimer Ortskern. Das heute noch vorhandene Empfangsgebäude stammt aus dem Eröffnungsjahr. Die Stadt Arnsberg hat 2018 das Bahnhofsgebäude von der Deutschen Bahn erworben. Eine ehemalige Güterhalle dient heute als Zwischen- und Endarchiv des Stadtarchivs. Auch der Hauptsitz der Arnsberger Tafel befindet sich dort.

### Ruhr-Lippe-Eisenbahn

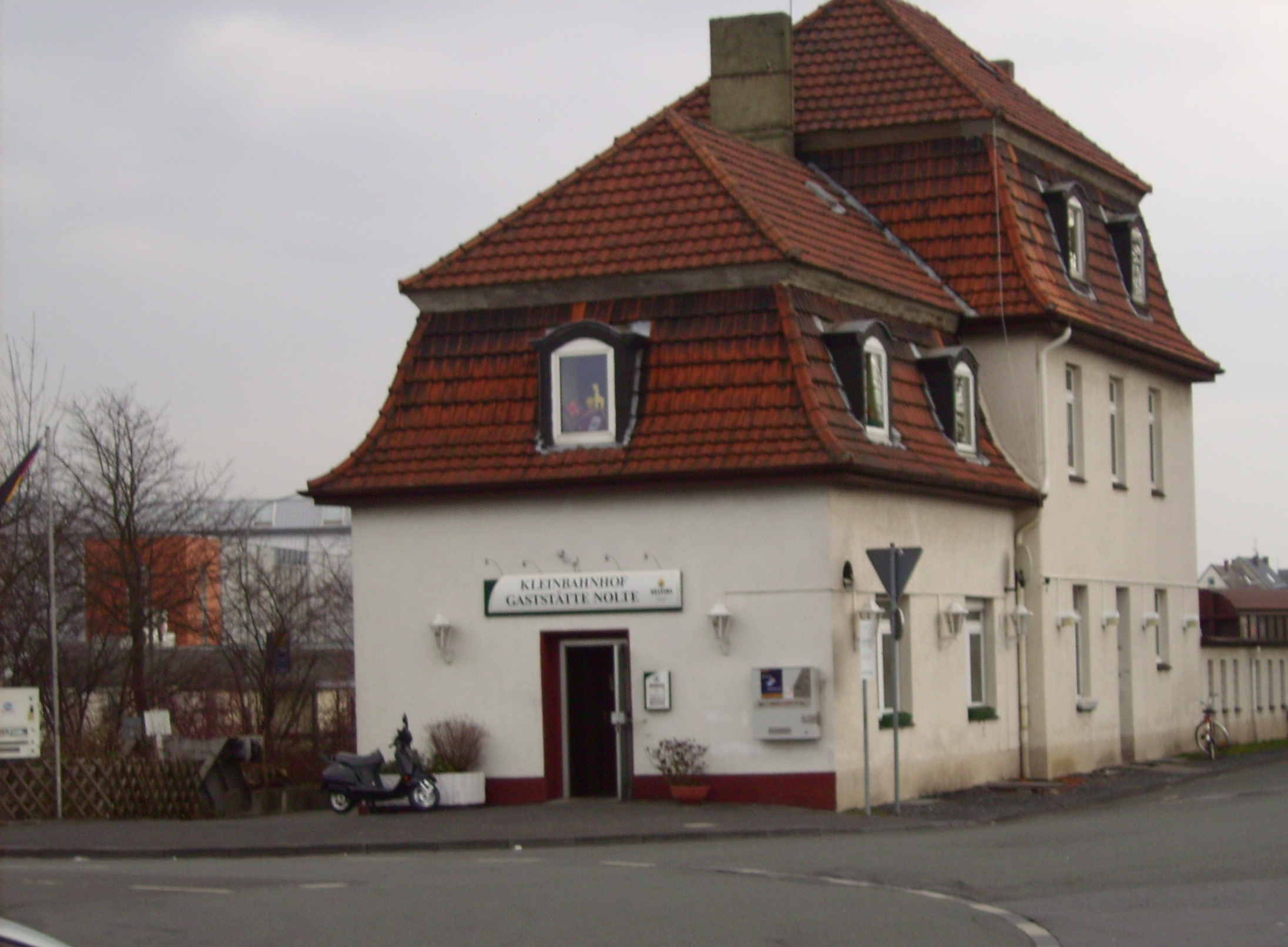
Der ehemalige, 2011 abgerissene „Kleinbahnhof“ der RLE

Am 1. Mai 1898 eröffnete die AG Ruhr-Lippe-Eisenbahnen (RLE) ihre Strecke von Soest nach Hüsten, die als Schmalspurbahn mit 1000 mm Spurweite einen eigenen Kleinbahnhof mit Umlademöglichkeiten auf dem Vorplatz des inzwischen von den Preußischen Staatseisenbahnen übernommenen Bahnhofs erhielt. Im Jahr 1907 folgte die Verbindung nach Arnsberg, die in Normalspur ausgeführt wurde, ebenso wurde 1913 auch ein Abschnitt der bisherigen Kleinbahnstrecke mit Dreischienengleis ausgestattet. Die RLE verfügte zunächst nur über einen Bahnsteig in Höhe des Staatsbahngebäudes, das Empfangsgebäude war weiter nordöstlich in Höhe des Güterschuppens, dort waren bis zur Einstellung des schmalspurigen Güterverkehrs nach 1913 auch zwei Rollbockgruben. 1911 wurde ein neues Empfangsgebäude am Personenbahnsteig gebaut, das alte wurde Güterabfertigung. Das Gebäude von 1898 wurde 1979 abgerissen, das zuletzt als Gaststätte genutzte Gebäude von 1911 im Jahr 2011 ebenfalls. In Richtung Arnsberg gab es zunächst einen zweigleisigen Lokschuppen, ab 1913 auch einen viergleisigen Ringlokschuppen. Dieser wurde 1973 entfernt, stattdessen wurde ein zweigleisiger Rechteckschuppen gebaut. Nach Stilllegung der Soester Strecke erfolgte ein Umbau zum Kopfbahnhof, der an dem ehemaligen Empfangsgebäude endet. Wie seit 1907 sind sieben Gleise vorhanden, die Übergabe erfolgt auf der Arnsberger Seite der RLE-Gleisanlagen.

### Kleinbahn Neheim-Hüsten–Sundern
Mit der Betriebsaufnahme auf der Kleinbahn Neheim-Hüsten–Sundern von Neheim-Hüsten nach Sundern erreichte den Bahnhof im Jahr 1900 eine vierte Bahnstrecke, die zunächst von der Westdeutschen Eisenbahn-Gesellschaft betrieben wurde, aber 1978 ebenfalls von der RLE übernommen wurde. Die Bahnanlagen finden sich südwestlich der Staatsbahn entlang der Kleinbahnstraße. Dort war und ist der Übergabebahnhof, die Personenzüge fuhren noch weiter westlich und endeten am Bahnsteig in Neheim-Hüsten Röhrtalbahn in der Nähe der Staatsbahnbahnsteige, hier gab es nur eine Umfahrung und eine Wellblechbude mit Dienstraum. Weiter in Richtung Sundern, schon im Röhrtal, befindet sich der Bahnhof Neheim-Hüsten West. Das massive Gebäude des Bahnhofes wurde 1978 aufgegeben und verkauft, es ist mit Anbauten noch vorhanden.

### Verkehr
Wegen der industriellen Bedeutung sowohl von Hüsten (Hüstener Gewerkschaft) als auch Neheim (Metall- und Leuchtenindustrie) war der Frachtumsatz beträchtlich. Er war deutlich höher als bei den meisten Bahnhöfen der oberen Ruhrtalbahn und war vor dem Zweiten Weltkrieg in einer Größenordnung mit den Bahnhöfen in Barmen oder Iserlohn.
Mit der Einstellung zunächst des Personenverkehrs und später auch des Güterverkehrs wurde die Strecke nach Soest bis 1968 wieder stillgelegt. Der Personenverkehr nach Arnsberg wurde bereits 1964 eingestellt, jener nach Sundern folgte, bis auf ein Zugpaar, 1972. Im Jahre 1977 wurde auch hier der Personenverkehr komplett aufgegeben. Den Güterverkehr behielten beide Strecken bis heute. Diese werden heute von der RLG betrieben; Personenverkehr findet nur noch auf der DB-eigenen Ruhrtalbahn statt. Die Wiedereinrichtung des SPNV auf der Röhrtalbahn ist allerdings im Nahverkehrsplan des Zweckverband Nahverkehr Westfalen-Lippe enthalten und wurde für die Neuaufstellung des ÖPNV-Bedarfsplans des Landes Nordrhein-Westfalen angemeldet. In mehreren Gutachten wurde nachgewiesen, dass eine Bedienung im Stundentakt nach Ertüchtigung der Infrastruktur möglich und volkswirtschaftlich sinnvoll ist (siehe Reaktivierung der Röhrtalbahn).

### Stellwerke
Im Dezember 1984 wurden die zuvor vorhandenen drei mechanischen Stellwerke „Nf“, „No“ und „Nw“ durch ein neu errichtetes Relaisstellwerk Bauart Sp Dr S600 ersetzt, das wiederum die Bezeichnung „Nf“ („Neheim-Hüsten fahrdienstleiter“) erhielt. Von diesem Stellwerk aus werden auch die Stellwerke in den Bahnhöfen Arnsberg, Freienohl und Meschede ferngesteuert.

## Gleise
Der Bahnhof verfügt seit dem Umbau 2016 über drei Bahnsteiggleise an zwei Bahnsteigen. Gleis 1 wird von Zügen in Richtung Hagen und Dortmund genutzt, Gleis 2 von Zügen in Richtung Bestwig. Beide Bahnsteige waren bis zum Umbau 2016 38 Zentimeter hoch und 295 Meter lang. Gleis 4 wird aktuell nicht genützt.
Die Gleise der RLE westlich des Westbahnhofes wurden nach Einstellung des Personenverkehrs entfernt und sind teilweise überbaut. Die Übergabe nach Sundern erfolgt in Höhe des alten Westbahnhofes.
Im Rahmen der „Modernisierungsoffensive 2“ des Landes Nordrhein-Westfalen wurden die Bahnsteiganlagen ab 2016 im Auftrag der DB-Tochter Station&Service modernisiert. Dabei wurde der bisherige Mittelbahnsteig an Gleis 2 samt den Reisendenübergängen entfernt und durch einen neuen Mittelbahnsteig auf der anderen Seite ersetzt, dieser wird über eine Unterführung erreicht. Hierdurch wird der Sicherungsposten entbehrlich und die betrieblichen Einschränkungen durch die schienengleichen Reisendenübergänge entfallen, sodass zwei Züge gleichzeitig in Neheim-Hüsten halten können. Der neue Außenbahnsteig wurde auf eine mögliche Reaktivierung der Röhrtalbahn nach Sundern vorbereitet, sodass auf der gegenüberliegenden Seite das Gleis 4 vorhanden ist. Zur Herstellung der Barrierefreiheit wurden der neue Bahnsteig an Gleis 2 und der vorhandene Bahnsteig an Gleis 1 auf eine Höhe von 76 cm über Schienenoberkante umgebaut. Seit Ende 2019 sind die Bahnsteige hierfür durch Aufzüge erreichbar. Zudem hat die Stadt Arnsberg einen zweiten P&R-Parkplatz auf der ehemaligen Ladestraße südlich des Bahnhofs errichtet. Die Arbeiten begannen ebenfalls im April 2016.

## Bedienungsangebot
Der Bahnhof Neheim-Hüsten wird im Bahnverkehr von folgenden Linien angefahren:
| Linie | Linienverlauf | Takt |
| ----- | --- | --- |
| RE 17 | Sauerland-Express: Hagen Hbf – Schwerte (Ruhr) – Fröndenberg – Wickede (Ruhr) – Neheim-Hüsten – Arnsberg – Oeventrop – Freienohl – Meschede – Bestwig – Olsberg – Brilon Wald Linienast 1: – Brilon Stadt Linienast 2: – Hoppecke – Messinghausen – Beringhausen – Bredelar – Marsberg – Westheim (Westf) – Scherfede – Warburg (Westf) Linienast 3: – Willingen Stand: Fahrplanwechsel Dezember 2024 | 60 min Hagen – Brilon Stadt morgens Hagen – Warburg Clubsaison Hagen – Willingen                                              |
| RE 57 | Dortmund-Sauerland-Express: Dortmund Hbf – (Dortmund Signal-Iduna Park)* – Dortmund-Hörde – (Dortmund Aplerbeck Süd – Schwerte)* – Fröndenberg – Wickede (Ruhr) – Neheim-Hüsten – Arnsberg (Westf) – Oeventrop – Freienohl – Meschede – Bestwig Linienast 1: – Olsberg – Brilon Wald – Hoppecke – Messinghausen – Beringhausen – Bredelar – Marsberg – Westheim (Westf) – Scherfede – Warburg (Westf) Linienast 2: – Bigge – Siedlinghausen – Silbach – Winterberg (Westf) Linienast 3: – Olsberg – Brilon Wald – Brilon Stadt * Halt abends Stand: Fahrplanwechsel Dezember 2024 | 60 min (Dortmund–Bestwig) 60 min (Bestwig – Warburg) 120 min (Bestwig–Winterberg) Einzelzüge morgens, abends (Bestwig–Brilon) |

Die RLG betreibt Güterverkehr sowohl auf den eigenen Strecken nach Sundern und Arnsberg als auch von Neheim-Hüsten aus auf DB-Gleisen Richtung Ruhrgebiet. Ferner wird der Bahnhof Neheim-Hüsten durch DB Cargo von Schwerte aus werktäglich im Güterverkehr bedient, wobei vor allem Wagen für den RLG-Verkehr bereitgestellt bzw. abgeholt werden.
Auf dem Bahnhofsvorplatz verkehren Buslinien der RLG Richtung Arnsberg, Holzen, Sundern und zum Neheimer Busbahnhof.